# Hybridogenese
Die Hybridogenese ist eine selten auftretende Form der Weitergabe der Chromosomen an die nächste Generation. Sie kann bei Organismen vorkommen, die Hybriden aus verschiedenen Arten sind, zum Beispiel bei den Wasserfröschen: Der Teichfrosch ist eine Mischform, die aus Kreuzungen zwischen dem Seefrosch und dem Kleinen Wasserfrosch hervorgegangen ist. Bei der Hybridogenese wird der Chromosomensatz der Elternart 1 komplett eliminiert, so dass die Keimzellen den unveränderten Chromosomensatz der Elternart 2 übernehmen. Die Paarung erfolgt dann wieder mit der Elternart 1, so dass erneut die Mischform entsteht. 
Da vom Hybrid die Chromosomen der Elternart 2 unverändert weitergegeben werden, die Chromosomen der Elternart 1 dagegen auf dem üblichen Weg durch meiotische Rekombination entstehen, sind die Kinder Halb-Klone. Diese Fortpflanzungsweise wird deswegen auch als hemiklonal (von griechisch hemi = halb) bezeichnet. Hybridogenese kann bei diploiden und triploiden Teichfröschen auftreten. Im letzteren Fall können durch die Elimination eines Chromosomensatzes vor der Meiose Probleme bei der meiotischen Paarung durch überzählige Chromosomen verhindert werden. 
Hybridogenese wurde bisher bei Fröschen (siehe oben) und Fischen (Poeciliopsis monacha und Rutilus alburnoides) entdeckt, aber nicht bei den anderen Wirbeltiergruppen.